# Орбитална механика
Орбиталната механика (или астродинамика) е наука, изучаваща движението на ракетите и други космически кораби.
Движението на тези обекти се изчислява обикновено със законите на Нютон за движението и закона на Нютон за универсалната гравитация, общо познати като класическа механика.
Небесната механика се съсредоточава основно върху орбиталното движение на изкуствените и естествените астрономически тела като планети, естествени спътници и комети.
Орбиталната механика е неин клон и се съсредоточава върху треакториите на космическите апарати, включително и орбиталните маневри, междупланетни трансфери и се използва от хората, планиращи двигателите на космическите кораби.
Общата теория на относителността осигурява по-точни изчисления на орбитите, когато е нужна голяма точност при изчисление на орбита (например близка до Слънцето).